# Prof poids lourd
Pour plus de détails, voir Fiche technique et Distribution.
Prof poids lourd ou Ça va faire boom au Québec (Here Comes the Boom) est un film américain réalisé par Frank Coraci, sorti en 2012.

## Synopsis
Scott Voss, un professeur de biologie ayant pratiqué la lutte au lycée décide de combattre en arts martiaux mixtes afin de récolter de l'argent pour sauver l'emploi de Marty, son ami et collègue professeur de musique, qui se voit menacé par des restrictions budgétaires de l’établissement scolaire. 
Inexpérimenté dans ce milieu, il est d'abord pris pour un fou, mais il sait très vite prouver que la motivation et la volonté vont au-delà des capacités physiques.

## Fiche technique
- Titre français : Prof poids lourd
- Titre original : Here Comes the Boom
- Titre québécois : Ça va faire boom
- Réalisation : Frank Coraci
- Scénario : Kevin James & Allan Loeb (en)
- Musique : Rupert Gregson-Williams
- Photographie : Phil Meheux
- Montage : Scott Hill
- Production : Kevin James & Todd Garner
- Sociétés de production : Columbia Pictures, Hey Eddie, Broken Road Productions & Happy Madison Productions
- Société de distribution : Columbia Pictures
- Budget : 10 millions de dollars
- Pays :  États-Unis
- Langue: anglais
- Format : Couleur - SDDS - Dolby Digital - 35 mm - 1.85:1
- Genre : Comédie
- Durée : 105 min
- Dates de sortie :
 France : 5 décembre 2012
 États-Unis : 12 octobre 2012

## Distribution
- Kevin James (VF : Bertrand Liebert ; VQ : Tristan Harvey) : Scott Voss
- Salma Hayek (VF : Ethel Houbiers ; VQ : Camille Cyr-Desmarais) : Bella Flores
- Henry Winkler (VF : Michel Mella ; VQ : Marc Bellier) : Marty Streb
- Greg Germann (VF : Pierre Tessier ; VQ : Gilbert Lachance) : le principal Becher
- Bas Rutten (VF : Antoine Tomé ; VQ : Louis-Philippe Dandenault) : Niko
- Gary Valentine (VF : Paul Borne) : Eric Voss
- Melissa Peterman : Lauren Voss
- Thomas Gallagher : Peter Voss
- Reggie Lee (VF : Didier Cherbuy ; VQ : Alexis Lefebvre) : M. De La Cruz
- Charice (VQ : Eloisa Cervantes) : Malia De La Cruz
- Mark DellaGrotte (VF : Serge Faliu ; VQ : Patrick Chouinard) : lui-même
- Mookie Barker (VF : Philippe Ariotti) : Elkins
- Shelly Desai (VF : Gilbert Lévy) : Miguel
- Nikki Tyler-Flynn (VF : Virginie Ledieu) : Molie Streb
- Krzysztof Soszynski : Ken Dietrich l'exécuteur
- Mike Goldberg (VF : Patrick Béthune) : lui-même
- Bruce Buffer : lui-même
- Herb Dean : lui-même
- Joe Rogan (VQ : Martin Desgagné) : lui-même
- Jacob 'Stitch' Duran : lui-même
- Lenny Clarke : Le fan de Dietrich

Source et légende : Version française (V. F.) sur RS Doublage et Version québécoise (V. Q.) sur Doublage.qc.ca 